# Provincia di Konya
La provincia di Konya (in turco Konya ili) è una provincia della Turchia.
Dal 2012 il suo territorio coincide con quello del comune metropolitano di Konya (Konya Büyükşehir Belediyesi).

## Geografia fisica
Con i suoi 38.257 km² è la provincia turca più estesa.

## Geografia antropica

### Suddivisioni amministrative

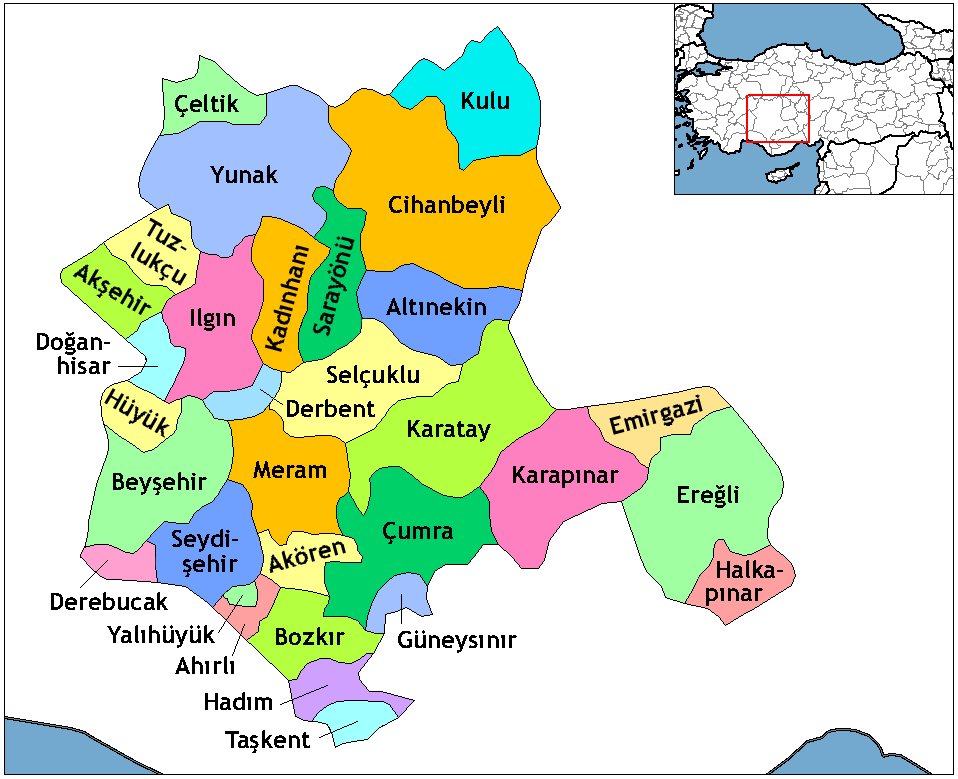
Distretti della provincia di Konya

La provincia è divisa in 31 distretti:
| - Ahırlı - Akören - Akşehir - Altınekin - Beyşehir - Bozkır - Cihanbeyli - Çeltik - Çumra - Derbent - Derebucak | - Doğanhisar - Emirgazi - Ereğli - Güneysınır - Hadim - Halkapınar - Hüyük - Ilgın - Kadınhanı - Karapınar | - Karatay - Kulu - Meram - Sarayönü - Selçuklu - Seydişehir - Taşkent - Tuzlukçu - Yalıhüyük - Yunak |

Fanno parte della provincia 206 comuni e 602 villaggi.
Fino al 2012 il comune metropolitano di Konya era formato dalle aree urbane dei distretti di Karatay, Meram e Selçuklu.